# Frank Shuman

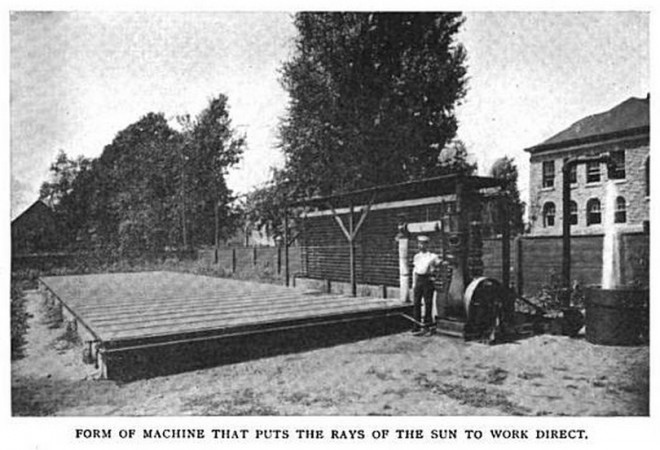
Il motore solare di Shuman nel 1907

Frank Shuman (Brooklyn, 23 gennaio 1862 – Filadelfia, 28 aprile 1918) è stato un ingegnere statunitense, pioniere dell'energia solare  noto per il suo lavoro sui motori solari, in particolare quelli che utilizzano l'energia solare per riscaldare l'acqua.

## Carriera
Nel 1892 Frank Shuman inventò il vetro di sicurezza in filo di vetro. Sono stati rilasciati ulteriori brevetti relativi al processo di produzione di vetro metallico e macchine per la produzione di vetro metallico. Nel 1914 Shuman ha inventato un processo per la produzione di vetro stratificato di sicurezza, chiamato vetro di sicurezza, e prodotto dalla Safety Glass Company. Nel 1916 brevettò un "segnale di pericolo" per gli attraversamenti ferroviari, così come l'uso di ossigeno liquido o aria liquida per azionare un sottomarino.
Il 20 agosto 1897, Shuman inventò un motore solare che funzionava riflettendo l'energia solare su scatole quadrate di circa 30 centimetri piene di etere, che ha un punto di ebollizione inferiore dell'acqua, e contenente tubi neri all'interno, che a sua volta alimentava un giocattolo motore a vapore. Il minuscolo motore a vapore ha funzionato ininterrottamente per oltre due anni nei giorni di sole vicino a uno stagno nella casa di Shuman.
Nel 1908 Shuman formò la Sun Shine Power Company con l'intento di costruire centrali elettriche più grandi. Lui, insieme al suo consulente tecnico A.S.E. Ackermann e al fisico britannico Sir Charles Vernon Boys, ha sviluppato un sistema che utilizza specchi per riflettere l'energia solare sui contenitori dei collettori, aumentando così tanto la capacità di riscaldamento che era così possibile utilizzare l'acqua al posto dell'etere. Ha anche sviluppato una turbina a vapore a bassa pressione, poiché la maggior parte dei motori a vapore del 1910 sono stati costruiti per il vapore e non per l'acqua riscaldata dal sole. La turbina di Shuman processava l'energia quattro volte più velocemente di qualsiasi altro motore dei suoi tempi. Shuman costruì quindi un motore a vapore su vasta scala alimentato da acqua a bassa pressione, che gli consentì di brevettare l'intero sistema del motore solare entro il 1912. Scientific American citò nuovamente i lavori di Shuman nei suoi numeri del 4 febbraio 1911 e del 30 settembre 1911.
Shuman ha costruito la prima centrale solare termica al mondo a Maadi, in Egitto (1912-1913). Lo stabilimento di Shuman utilizzava abbeveratoi a forma di semicerchio per alimentare un motore da 60-70 cavalli che pompava 6.000 galloni di acqua al minuto dal fiume Nilo ai campi di cotone adiacenti. Il suo sistema includeva una serie di miglioramenti tecnologici, tra cui piastre di assorbimento con doppi vetri separati da uno spazio d'aria di un pollice. Sebbene lo scoppio della prima guerra mondiale e la scoperta di petrolio a buon mercato negli anni '30 scoraggiassero il progresso dell'energia solare, la visione e il design di base di Shuman furono ripresi negli anni '70, con una nuova ondata di interesse per l'energia solare termica.
La sua casa e i suoi laboratori si trovano ancora nel quartiere Tacony di Filadelfia, come condominio e garage. Sono stati aggiunti al registro storico nell'ottobre 2019, il che significa che non possono essere demoliti o modificati in modo significativo senza il permesso della Commissione storica.